# La Calera (Chile)
Die chilenische Stadt La Calera hat 50.554 Einwohner (2017) und liegt in der Región de Valparaíso, Provinz Quillota. La Calera liegt am Knotenpunkt der Panamericana Norte mit der Route Valparaíso–Mendoza (Argentinien). Daher haben sich viele Dienstleister in der Umgebung niedergelassen.

## Wirtschaft
In der Stadt gibt es eine Zementfabrik. Sie ist die älteste und größte derartige Fabrik in Südamerika und vor Ort Hauptarbeitgeber. Das Klima erlaubt den Anbau von tropischen Früchten, hauptsächlich Avocados und Cherimoyas. Früher wurde in La Calera Kalkstein für die Zementfabrik abgebaut, doch die Vorräte sind mittlerweile erschöpft.

## Persönlichkeiten
- Pedro Hugo López (1927–1959), Fußballspieler
- Héctor Díaz (* 1956), Fußballspieler
- Juan Vera (* 1960), Fußballspieler
- Bruno Gutiérrez (* 2002), Fußballspieler